# Hannu Aho
Hannu Aho, född 23 februari 1948 i Nokia, död 20 oktober 2012 i Tammerfors, var en finländsk författare.
Aho debuterade 1976 med ungdomsromanen I fjärran det gröna havet, som vann första plats i förlaget WSOY:s tävling för unga författare. Sammanlagt gav han ut sju romaner, fyra radiopjäser och en novellsamling. För romanen Kello 4.17 erhöll han 1997 Runebergspriset.

### Romaner
- I fjärran det gröna havet (finska: Kaukana vihreä meri) (1976)
- Saara (1977)
- Taivaan mitalla (1979)
- Pelistä pois (1982)
- Sininen talo (1985)
- Visto (1993)
- Kello 4.17 (1996)

### Novellsamlingar
- Taivaan valuuttaa (1990)

### Radiopjäser
- Miehen monologi (1982)
- Tuulikki (1985)
- Haaveet (1987)
- Elokuun yössä (1991)

## Priser och utmärkelser
- 1976, 1979, 1982, 1985, 1990, 1996 – Tammerfors stads litteraturpris
- 1978 – Kalevi Jäntti-priset
- 1993 – Alex Matson-priset
- 1997 – Runebergspriset